# Osbornellus tetrus
Osbornellus tetrus är en insektsart som beskrevs av Freytag 2008. Osbornellus tetrus ingår i släktet Osbornellus och familjen dvärgstritar. Inga underarter finns listade i Catalogue of Life.